# Cursus honorum
Cursus honorum (с лат. — «путь чести») — последовательность военных и политических магистратур, через которые проходила карьера древнеримских политиков сенаторского ранга. Развал этого института начался в последние полвека существования республики и завершился в первое столетие принципата.
После издания закона Виллия (180 г. до н. э.) cursus honorum строился на следующих принципах:
- Установление временных промежутков между исполнением той или иной должности и ограничений на повторное замещение одной и той же магистратуры. Данное положение было призвано предотвращать чрезмерное сосредоточение власти в руках одних людей. По Сулловым законам повторно замещать магистратуру можно было по истечении 10 лет с момента окончания первого срока, хотя с прихода к власти Гая Мария (который смог избраться консулом пять раз подряд) наметилась тенденция к отмиранию этого принципа.
- Установление минимального возраста для занятия той или иной должности. Большой честью для политика считалось получение магистратуры в «свой год», то есть при первой легальной возможности. Если политик не получал ту или иную магистратуру в «свой год» (напр., не становился претором в 39 лет), у него пропадал шанс получить в «свой год» и более высокие магистратуры (напр., стать консулом в 42 года).
- Установление жёсткой последовательности замещения магистратур:
  - Военный трибун. Первая ступень карьеры римского политика, дававшая ему возможность командовать легионами и исполнять другие обязанности по военной службе. Замещалась путём ежегодного избрания юношей в трибутных комициях.
  - Квестор. Первая заявка политика на блестящую карьеру. Общий возрастной ценз — 30 лет, для патрициев (до Сулловых реформ) — 28 лет. Все магистратуры старше этой давали право на ношение плаща, отороченного пурпуром (toga praetexta).
  - Эдил. Факультативная ступень cursus honorum, которая обычно замещалась бывшими квесторами. Ежегодно избиралось по два эдила. Из четырёх эдилов двое были курульными (избирались из патрициев). Возрастной ценз — 36 лет.
  - Претор. Одна из ключевых магистратур, заключавшаяся в исполнении судебно-прокурорских функций. Возрастной ценз — 39 лет. Количество преторов в Риме возрастало с течением времени. Из шести-восьми преторов наибольшим почётом пользовались городской претор (praetor urbanus) и претор для чужеземцев (praetor peregrinus), решения которых имели высшую силу. Поскольку преторы обладали властными полномочиями (imperium), их сопровождали шесть ликторов.
  - Консул. Вершина карьеры римского политика. Консул имел право отменять решения городского претора, имел в своём распоряжении два легиона, председательствовал в Сенате. Возрастной ценз — 42 года для плебеев и 40 лет для патрициев. Консулов было двое, они избирались на год и могли ветировать решения друг друга. Консула сопровождало 12 ликторов.
  - Проконсул и пропретор. На следующий год после исполнения обязанностей консула или претора политик отправлялся управлять одной из провинций и командовать расквартированными в ней войсками. При этом его сопровождало то же число ликторов, что и при исполнении им магистратуры в Риме. Решения проконсула или пропретора могли быть отменены действующими консулом или претором.
  - Цензор. Заключительная ступень cursus honorum. В отличие от прочих магистратур, срок исполнения цензорских полномочий составлял полтора года. Цензоры избирались раз в пять лет. Цензоры следили за чистотой нравов и могли влиять на персональный состав Сената. Замещение этой должности считалось большой честью, хотя у цензора не было властных полномочий и, как следствие, его не сопровождали ликторы. Цензоры выбирались из бывших консулов, и никто не мог занимать эту должность дважды. В период Империи данное право пожизненно предоставлялось императору, начиная с Домициана, хотя императоры периодически и раньше присваивали полномочия цензоров, официально же они вступали в должность цензоров редко (как Веспасиан в 73 г.).

Помимо этих обычных магистратур, существовали и экстраординарные магистраты, которые не обладали властными полномочиями и не носили пурпурной тоги:
- Народный трибун — избирался плебеями из своего числа и мог ветировать решения всех магистратов, кроме диктатора.
- Принцепс Сената («первый из сенаторов», «первый среди равных») — избирался из числа патрициев, прежде бывших консулами (и, как правило, цензорами), чтобы представлять Сенат в отношениях с послами других государств, открывать и закрывать заседания Сената, первым высказываться по каждому вопросу.

За пределы обычного cursus honorum выходила и должность диктатора, который назначался по соглашению консулов в чрезвычайных случаях сроком на шесть месяцев, в течение которых приостанавливались все прочие магистратуры. Он обладал высшими властными полномочиями и сопровождался 24 ликторами. Диктатор назначал себе в заместители т. н. начальника всадников (magister equitum), которого сопровождали шесть ликторов (по аналогии с преторами).
Также cursus honorum — название посвятительной надписи, которой сопровождались статуи, возведённые Сенатом в знак поощрения политика или военного, перечислявшие заслуги и должности модели.